# Gold Box
Gold Box este o serie de jocuri video de rol produse de SSI din 1988 până în 1992. Compania a achiziționat o licență pentru a produce jocuri bazate pe jocul de rol Advanced Dungeons & Dragons al celor de la TSR, Inc. Aceste jocuri au avut un motor comun care a ajuns să fie cunoscut sub numele de „Gold Box Engine” după cutiile de culoare aurie în care erau vândute majoritatea jocurilor ale seriei.

## Istorie

### Licențiere și dezvoltare
La mijlocul anilor 1980, TSR, după succesul seriei Ultima⁠(d) și al altor jocuri de rol pentru computer (CRPG), a licențiat proprietatea sa populară Advanced Dungeons &amp; Dragons (AD&D) unor dezvoltatori de jocuri video. Zece companii, inclusiv Electronic Arts, creatorul seriei Ultima Origin Systems⁠(d) și Sierra Entertainment au solicitat licența. Președintele SSI, Joel Billings⁠(d), împreună cu multe alte companii, a contactat anterior TSR cu privire la acordarea de licențe AD&D, dar TSR nu era interesată în acel moment. Deși mai mică și mai puțin avansată din punct de vedere tehnic decât alți ofertanți, compania SSI a câștigat în mod neașteptat licența în 1987, datorită experienței sale în jocurile de război pentru computer și, în loc să lanseze un singur joc AD&D cât mai curând posibil, compania a propus o viziune largă a mai multor serii de jocuri și spin-off-uri care ar putea deveni la fel de sofisticate ca jocul origina de societate al TSR.
După câștigarea licenței AD&D, numărul dezvoltatorilor interni ai SSI a crescut de la șapte la 25, inclusiv primii artiști grafici pe computer cu normă întreagă ai companiei. TSR a participat în mod semnificativ la dezvoltarea jocurilor, inclusiv proiectarea unui modul de masă⁠(d) pe care s-a bazat primul joc SSI. Folosind sistemul de luptă detaliat din Wizard's Crown⁠(d) ca bază pentru munca lor, dezvoltarea motorului Gold Box și a jocurilor originale a fost condusă de Chuck Kroegel⁠(d) și George MacDonald de la SSI. Versiunile ulterioare au fost manageriate  de Victor Penman și Ken Humphries.

### Seria
Primul joc produs în serie a fost Pool of Radiance, lansat în 1988. Acesta a fost urmat de Curse of the Azure Bonds⁠(d) (1989), Secret of the Silver Blades⁠(d) (1990) și Pools of Darkness⁠(d) (1991), jocurile formând o poveste continuă având rădăcinile în orașul cândva glorios Phlan, mai târziu. cuprinzând întregul Moonsea Reaches  și patru ținuturi exterioare: Dalelands, Cormyr, Cormanthyr (unde se află Myth Drannor) și Thar. Cele patru titluri originale au fost dezvoltate intern de către cei de la SSI, iar primele trei titluri au fost cele mai vândute jocuri Gold Box. O serie de romane TSR au mers în paralel cu povestea din jocuri.
Lansat în 1990, Champions of Krynn⁠(d) a fost primul dintre spin-off-urile SSI Gold Box bazate pe universul foarte popular Dragonlance al TSR și, în general, de  romanele lui Margaret Weis și Tracy Hickman. Din punct de vedere cronologic, a fost al treilea joc Gold Box și a folosit unele inovații care au apărut în jocurile ulterioare, cum ar fi faze lunare pentru magii, alegerea zeităților pentru clerici și alegerea nivelului de dificultate. Următoarele titluri au fost Death Knights of Krynn⁠(d) (1991) și The Dark Queen of Krynn⁠(d) (1992). :139–159 În timp ce jocurile oferă jucătorilor șansa de a întâlni personaje Dragonlance ca Tanis Half-Elven și Raistlin Majere⁠(d), jocul este mult mai liniar.
Când SSI a început să lucreze la jocul Dark Sun⁠(d) în 1989, toți programatorii interni au trebuit să oprească dezvoltarea jocurilor Gold Box și să înceapă să lucreze la noul motor Dark Sun. După ce a apărut Secret of the Silver Blades⁠(d), Chuck Kroegel a cedat motorul Gold Box și setările Forgotten Realms către Beyond Software (mai târziu Stormfront Studios⁠(d)). Aceștia au amplasat primul lor titlu Forgotten Realms cu motor Gold Box, Gateway to the Savage Frontier (1991), în Savage Frontier, o zonă aflată în vestul îndepărtat față de locația anterioară a jocurilor. În urma evenimentelor din primul joc, Treasures of the Savage Frontier⁠(d) (1992) a fost adăugat un sistem meteo și un sistem inovator bazat de dragoste între membrii grupului jucătorului și NPC-uri.:139–159
De asemenea, SSI a adaptat motorul Gold Box de la fantasy la science fiction pentru două jocuri Buck Rogers: Countdown to Doomsday⁠(d) (1990) și Matrix Cubed⁠(d) (1992). Acestea au fost bazate pe jocul RPG de societate Buck Rogers XXVc⁠(d) de la TSR, cu reguli bazate în mare parte pe cele ale jocului emblematic al companiei. Potrivit lui Keith Brors (fostul director tehnic al SSI), compania a fost presată de TSR să-și dezvolte jocul pe computer Buck Rogers împotriva judecății lor mai bune, datorită faptului că președintele TSR Lorraine Williams deținea personal Buck Rogers IP. Jocurile nu au fost la fel de bune ca cele de fantezie, dar au adus unele îmbunătățiri ale motorului Gold Box.:139–159
În afară de jocurile principale, Spelljammer: Pirates of Realmspace⁠(d) a fost lansat în 1992. Bazat pe setul de reguli Spelljammer⁠(d) din ediția a 2-a, a combinat lupta în timp real cu nave, bătălii corp la corp pe ture și comerțul interplanetar. Pe lângă inovații, mulți jucători și critici au contestat erorile ocazionale și timpii lungi de încărcare.
Vânzările au scăzut de-a lungul timpului, deoarece motorul – conceput inițial pentru Commodore 64 – a îmbătrânit, iar SSI a lansat prea multe jocuri (11 jocuri Gold Box în patru ani). Când SSI și TSR au prelungit contractul inițial care expira în ianuarie 1993 pentru 18 luni, SSI a fost obligată să abandoneze motorul, trecând la noi tehnologii în curs de dezvoltare. Așadar, în martie 1993, ultima lansare a SSI a fost Forgotten Realms: Unlimited Adventures⁠(d), un editor care permite jucătorilor să-și creeze propriile jocuri folosind motorul Gold Box. Dezvoltatorii de jocuri au avut acces la 127 de monștri diferiți, 100 de declanșatoare de evenimente diferite și un cadru în care ar putea avea o aventură format din patru zone sălbatice diferite sau 36 de niveluri de temniță. A inclus și o mini-aventură numită The Heirs to Skull Crag.:139–159 O comunitate activă a crescut în jurul acestui joc, inclusiv hackeri  care i-au extins puterea și capacitățile grafice.

### Spin-off la MMO
Toate jocurile de rol online din anii 1980 erau MUD-uri bazate pe text. Don Daglow⁠(d) de la Stormfront proiecta jocuri pentru AOL de câțiva ani, iar noua alianță SSI, TSR, America On-Line și Stormfront a dus la dezvoltarea Neverwinter Nights, primul MMORPG grafic, care a rulat pe AOL din 1991 până în 1997. NWN a fost o implementare multiplayer a motorului Gold Box și a reprezentat cele mai populare caracteristici ale serviciului AOL, strângând între 5 și 7 milioane USD anual companiei din 1992 până în 1997. A deschis calea unor hituri ulterioare, cum ar fi Ultima Online⁠(d) (1997) și EverQuest (1999).

### Închidere și moștenire
Când SSI și TSR au anunțat în 1994 că cea din urmă nu va reînnoi licența AD&D primei, cele două companii au descris încheierea relației ca fiind pe cale amiabilă. Un purtător de cuvânt al SSI a spus că nu le-au plăcut restricțiile licenței. Odată ce vânzările motorului Gold Box au scăzut după o funcționare de șase ani, pierderile suferite de SSI în acei doi ani de întârzieri au jucat un rol critic în vânzarea SSI către Mindscape în 1994.:271–279
Deși interesul pentru serie a scăzut în cele din urmă, mantaua acestui gen a fost mai târziu asumată de jocurile de rol mai recente, cum ar fi Baldur's Gate, Planescape: Torment și Neverwinter Nights.

## Caracteristici

### Interfață
„Gold Box Engine” avea două moduri principale de joc. În afara creării personajului, jocul avea loc pe un ecran care afișa interacțiunile cu text, numele și starea curentă a grupului de personaje și o fereastră care afișa imagini de geografie, imagini cu personaje sau evenimente. Când avea loc lupta, ecranul se schimba într-un mod de sus în jos asemănător cu cel din Wizard's Crown, în care pictogramele personajelor jucătorului se puteau mișca pentru a arunca vrăji sau pentru a ataca pictograme reprezentând inamicii.:143–144Toate jocurile implicau în mod obișnuit furișări lungi prin temnițe și erau mai grele în timpul luptă decât în jocurile de rol.
În jocurile Gold Box se pot muta personajele cu care s-a terminat un joc în următorul din serie. În plus, personajele din Pool of Radiance ar putea fi importate în Hillsfar⁠(d), un joc bazat pe un motor complet diferit, și apoi exportat în Curse of the Azure Bonds.:168–169 Sistemul a fost îmbunătățit de-a lungul timpului, adăugând culori, grafică mai bune, mai multe niveluri al claselor, noi linii ale poveștii și un joc de multiplayer în timp real.:139–159

### Platforme
Seria a rulat pe platformele Amiga, Apple II, Apple Macintosh, Atari ST⁠(d), Commodore 64, DOS, NEC PC-9800, NES  și Sega Genesis.

### Limbaje
Versiunile C64 și Apple II au fost scrise complet în limbajul de asamblare 6502 și erau extrem de avansate pentru acea vreme, deoarece acele computere aveau aproximativ 64 KB de RAM. Cele mai multe dintre porturile și versiunile ulterioare au fost scrise în Pascal. Cele mai recente versiuni oficiale, Pirates of Realmspace și Unlimited Adventures au fost bazate pe C/C++.

## Dezvoltatori și portări
Deși crearea motorului și majoritatea jocurilor au fost dezvoltate inițial de SSI, au existat multe portări și titluri oficiale de la alte companii. 
Westwood Associates a fost responsabil de unele portări pentru Amiga, care a adăugat suport pentru mouse și a îmbunătățit grafica cu mult înainte ca propriile versiuni MS-DOS ale SSI să treacă în modul de afișare VGA.
MicroMagic a realizat singura portare a seriei pentru computerul de acasă Atari ST, Curse of the Azure Bonds; după aceea, au dezvoltat The Dark Queen of Krynn și the Unlimited Adventures pentru SSI.:139–159Stormfront Studios a realizat dezvoltarea seriei Savage Frontier și, de asemenea, a seriei remarcabile Neverwinter Nights. Cybertech a fost responsabil pentru dezvoltarea Spelljammer: Pirates of Realmspace. Pentru consolele de jocuri video, au fost doar două portări: Buck Rogers: Countdown to Doomsday pentru Sega Genesis și Pool of Radiance pentru Famicom/NES (de compania japoneză Marionette).

## Titluri

### Originale
- Seria Pool of Radiance Forgotten Realms (dezvoltată intern de SSI):
  - Pool of Radiance (1988)
  - Curse of the Azure Bonds⁠(d) (1989)
  - Secret of the Silver Blades⁠(d) (1990)
  - Pools of Darkness⁠(d) (1991)
- Seria Savage Frontier Forgotten Realms (dezvoltată de Stormfront Studios):
  - Gateway to the Savage Frontier⁠(d) (1991)
  - Neverwinter Nights, primul MMORPG grafic, pentru AOL (1991)
  - Treasures of the Savage Frontier⁠(d) (1992)
- Seria Dragonlance (primele două dezvoltate de SSI, ultimele de MicroMagic, Inc.):
  - Champions of Krynn⁠(d) (1990)
  - Death Knights of Krynn⁠(d) (1991)
  - The Dark Queen of Krynn⁠(d) (1992)
- Jocurile Buck Rogers (dezvoltate de SSI):
  - Countdown to Doomsday (1990)
  - Matrix Cubed⁠(d) (1992)
- Spelljammer: Pirates of Realmspace (1992)
- Forgotten Realms: Unlimited Adventures⁠(d) (1993)

### Colecții
- Advanced Dungeons & Dragons: Set de colecție ediție limitată (1990, DOS, C64, Amiga, SSI) - o compilație a multor titluri AD&D timpurii, inclusiv câteva jocuri Gold Box.
- Advanced Dungeons & Dragons: Starter Kit (1992, DOS, SSI) - o compilație a primelor jocuri din cele trei serii principale Gold Box: Pool of Radiance, Gateway to the Savage Frontier și Champions of Krynn .
- Advanced Dungeons & Dragons: Dragonlance Limited Collector's Edition (1992, DOS, SSI) - o compilație a tuturor titlurilor Dragonlance Gold Box.
- Advanced Dungeons & Dragons: Collectors Edition (1994, DOS, WizardWorks ) - o compilație a tuturor jocurilor Gold Box, minus FRUA și seria Buck Rogers.
- Fantasy Fest! (1994, DOS, SSI) - o compilație de mai multe jocuri AD&D, inclusiv FRUA.
- Dungeons & Dragons Ultimate Fantasy (1995, DOS, Slash ) - o compilație de mai multe jocuri AD&D, inclusiv FRUA .
- The Forgotten Realms Archives (1997, DOS/WIN, Interplay) - o compilație de jocuri video SSI Forgotten Realms, inclusiv seria Gold Box”.
- Gamefest: Forgotten Realms Classics (2001, DOS/WIN, Interplay) - o compilație de jocuri video SSI Forgotten Realms, inclusiv seria Gold Box”.

### Jocuri înrudite
- Hillsfar⁠(d) (1989), jucătorul poate importa personaje din Pool of Radiance și Curse of the Azure Bonds
- Order of the Griffon⁠(d) (1992), folosește un motor de luptă pe ture similar cu cel al jocurilor Gold Box
- Pool of Radiance: Ruins of Myth Drannor⁠(d) (2001), o continuare a seriei Pool of Radiance numai ca nume și locație

## Recepție
Cu 264.536 de copii vândute pentru computere în America de Nord, Pool of Radiance a devenit de departe cel mai de succes joc din istoria SSI, depășind Ultima V⁠(d) și Bard's Tale III⁠(d). Pool of Radiance a primit un scor de 90% din partea revistei Commodore User⁠(d).  Tony Dillon a fost impresionat de caracteristicile sale.
Următorul joc din serie, Curse of the Azure Bonds, a fost, de asemenea, bine primit. A primit un scor de 90% din partea revistei The Games Machine⁠(d)  și 89% din partea revistei CU Amiga-64⁠(d).  Dave Arneson⁠(d), unul dintre creatorii Dungeons & Dragons, și-a exprimat dezamăgirea că jocurile Gold Box nu au adus suficiente inovații față de CRPG-urile anterioare, comparându-le cu „o încrucișare... între Questron⁠(d) și Wizard's Crown prezentate într-un cadru nou”.
Ultimul joc Gold Box, The Dark Queen of Krynn (1992), s-a vândut în 40.640 de exemplare. SSI a vândut peste 1,5 milioane de produse AD&D până în 1992 și peste două milioane de jocuri cu licență AD&D când a anunțat sfârșitul licenței TSR în 1994.

## Pe sistemele moderne
Jocurile rulează bine în DOSBox⁠(d) pe sisteme de operare moderne. De asemenea, Gold Box Companion a fost dezvoltat pentru a netezi unele dintre marginile aspre în programarea unora dintre jocuri. Unele dintre jocurile timpurii, de exemplu, nu permit dezactivarea Quick Fight, care setează caracterele pe automat în luptă. Gold Box Companion a fost inclus în lansarea Steam din 2022 a jocurilor Gold Box.
GOG.com a lansat serialele Pool of Radiance și Savage Frontier Gold Box în format digital pe 20 august 2015, ca parte a „Forgotten Realms: The Archives - Collection Two”. Mai târziu, la 27 octombrie 2015, a lansat seria Dragonlance ca parte a „Dungeons & Dragons: Krynn Series”.
SNEG a lansat Gold Box Classics digital prin Steam la 9 martie 2022.